# 2638 Gadolin
2638 Gadolin је астероид главног астероидног појаса са средњом удаљеношћу од Сунца која износи 2,554 астрономских јединица (АЈ).
Апсолутна магнитуда астероида је 12,1.